# Mount Airthrey
Mount Airthrey är ett berg i Antarktis. Det ligger i Östantarktis. Nya Zeeland gör anspråk på området. Toppen på Mount Airthrey är 1 219 meter över havet, eller 1 meter över den omgivande terrängen. Bredden vid basen är 0,08 km.
Terrängen runt Mount Airthrey är kuperad åt sydväst, men åt nordost är den bergig. Trakten är obefolkad. Det finns inga samhällen i närheten. 